# Ablaincourt-Pressoir
Ablaincourt-Pressoir és un municipi francès, situat al departament del Somme i a la regió dels Alts de França. És el resultat de la fusió dels municipis Ablaincourt i Pressoir l'any 1966. Forma part de la mancomunitat de municipis «Terre de Picardie». El 2022 tenia 267 habitants.
Té un parc de dues aerogeneradores d'una poteència de 205o kW

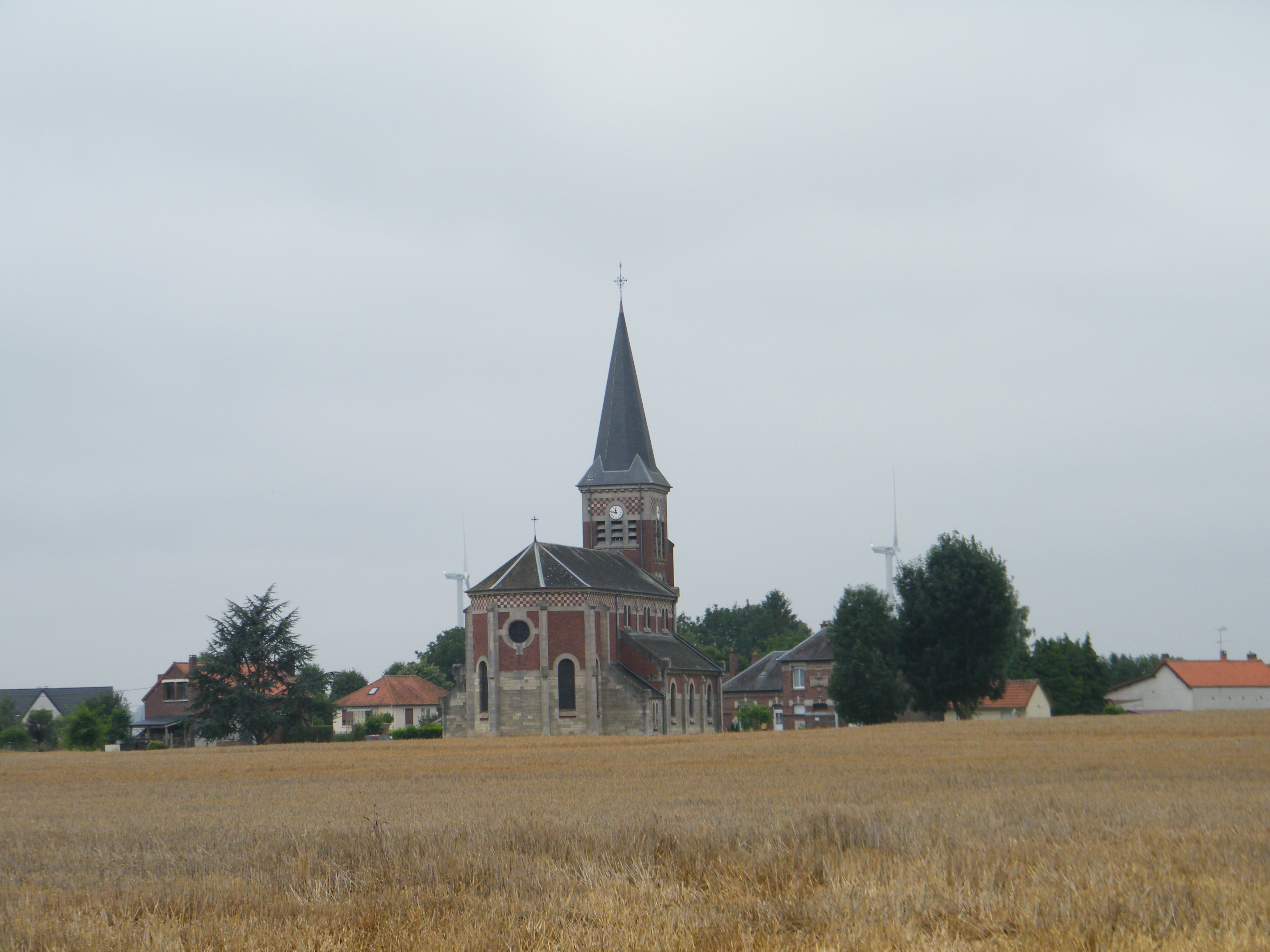
Església